# Anguerny
Anguerny és un municipi francès situat al departament de Calvados i a la regió de Normandia. L'any 2007 tenia 812 habitants.

## Demografia

### Població
El 2007 la població de fet d'Anguerny era de 812 persones. Hi havia 270 famílies de les quals 16 eren unipersonals (8 homes vivint sols i 8 dones vivint soles), 74 parelles sense fills, 172 parelles amb fills i 8 famílies monoparentals amb fills.
La població ha evolucionat segons el següent gràfic:
Habitants censats

### Habitatges
El 2007 hi havia 271 habitatges, 264 eren l'habitatge principal de la família i 7 estaven desocupats. Tots els 270 habitatges eren cases. Dels 264 habitatges principals, 246 estaven ocupats pels seus propietaris, 16 estaven llogats i ocupats pels llogaters i 1 estava cedit a títol gratuït; 3 tenien dues cambres, 10 en tenien tres, 26 en tenien quatre i 225 en tenien cinc o més. 223 habitatges disposaven pel capbaix d'una plaça de pàrquing. A 66 habitatges hi havia un automòbil i a 192 n'hi havia dos o més.

### Piràmide de població
La piràmide de població per edats i sexe el 2009 era:
| Homes | Edats   | Dones |
| ----- | ------- | ----- |
| 0     | 95 o +  | 0     |
| 0     | 90 a 94 | 0     |
| 4     | 85 a 89 | 0     |
| 0     | 80 a 84 | 4     |
| 0     | 75 a 79 | 4     |
| 4     | 70 a 74 | 4     |
| 8     | 65 a 69 | 8     |
| 0     | 60 a 64 | 12    |
| 4     | 55 a 59 | 4     |
| 36    | 50 a 54 | 36    |
| 40    | 45 a 49 | 20    |
| 40    | 40 a 44 | 60    |
| 28    | 35 a 39 | 24    |
| 32    | 30 a 34 | 36    |
| 16    | 25 a 29 | 16    |
| 24    | 20 a 24 | 8     |
| 28    | 15 a 19 | 52    |
| 36    | 10 a 14 | 32    |
| 36    | 5 a 9   | 40    |
| 32    | 0 a 4   | 24    |

## Economia
El 2007 la població en edat de treballar era de 570 persones, 426 eren actives i 144 eren inactives. De les 426 persones actives 405 estaven ocupades (209 homes i 196 dones) i 20 estaven aturades (9 homes i 11 dones). De les 144 persones inactives 37 estaven jubilades, 83 estaven estudiant i 24 estaven classificades com a «altres inactius».

### Ingressos
El 2009 a Anguerny hi havia 267 unitats fiscals que integraven 817,5 persones, la mediana anual d'ingressos fiscals per persona era de 26.465 €.

### Activitats econòmiques
Dels 22 establiments que hi havia el 2007, 1 era d'una empresa extractiva, 1 d'una empresa alimentària, 2 d'empreses de fabricació d'altres productes industrials, 7 d'empreses de construcció, 4 d'empreses de comerç i reparació d'automòbils, 1 d'una empresa immobiliària, 2 d'empreses de serveis, 1 d'una entitat de l'administració pública i 3 d'empreses classificades com a «altres activitats de serveis».
Dels 6 establiments de servei als particulars que hi havia el 2009, 2 eren paletes, 1 guixaire pintor, 1 fusteria, 1 lampisteria i 1 electricista.
L'únic establiment comercial que hi havia el 2009 era una fleca.
L'any 2000 a Anguerny hi havia 4 explotacions agrícoles que ocupaven un total de 300 hectàrees.

## Equipaments sanitaris i escolars
El 2009 hi havia 2 escoles maternals i 1 escola elemental integrada dins d'un grup escolar amb les comunes properes formant una escola dispersa.

## Poblacions més properes
El següent diagrama mostra les poblacions més properes.